# 文化財

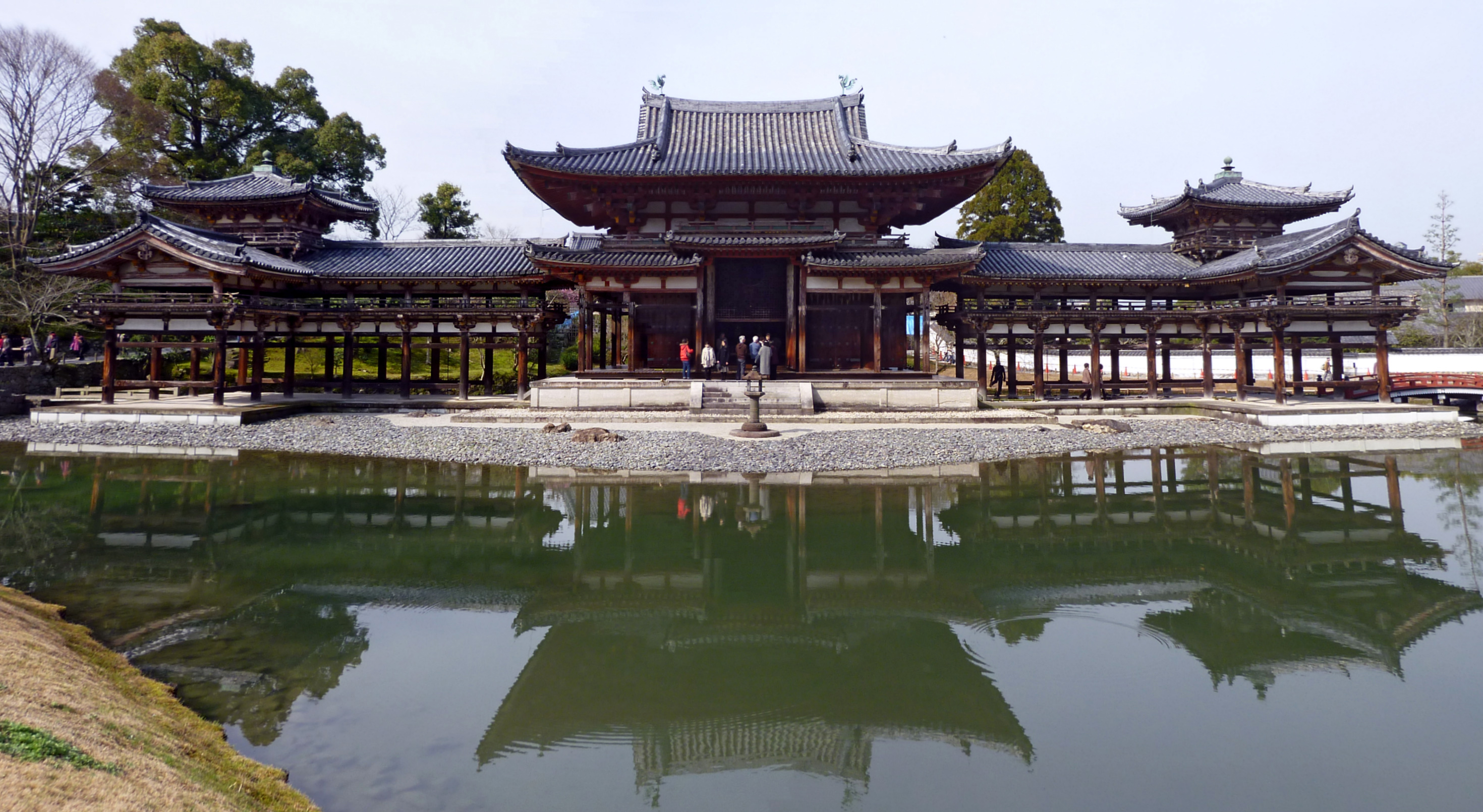
日本の国宝に指定されている平等院鳳凰堂（京都府宇治市）。

文化財（ぶんかざい）とは、人間の文化によって残された有形・無形のもののうち、価値（文化的価値）を広く認められたものの総称。

## 日本の法規
文化財について日本の文化財保護法第2条第1項は次のように規定している。なお、以下の文中の「我が国」は日本国を指す。
この法律で「文化財」とは、次に掲げるものを言う：
1. 建造物、絵画、彫刻、工芸品、書跡、典籍、古文書その他の有形の文化的所産で我が国にとって歴史上又は芸術上価値の高いもの（これらのものと一体をなしてその価値を形成している土地その他の物件を含む。）並びに考古資料及びその他の学術上価値の高い歴史資料（以下「有形文化財」という。）
2. 演劇、音楽、工芸技術その他の無形の文化的所産で我が国にとつて歴史上又は芸術上価値の高いもの（以下「無形文化財」という。）
3. 衣食住、生業、信仰、年中行事等に関する風俗慣習、民俗芸能、民俗技術及びこれらに用いられる衣服、器具、家屋その他の物件で我が国民の生活の推移の理解のため欠くことのできないもの（以下「民俗文化財」という。）
4. 貝づか、古墳、都城跡、城跡、旧宅その他の遺跡で我が国にとつて歴史上又は学術上価値の高いもの、庭園、橋梁、峡谷、海浜、山岳その他の名勝地で我が国にとつて芸術上又は観賞上価値の高いもの並びに動物（生息地、繁殖地及び渡来地を含む。）、植物（自生地を含む。）及び地質鉱物（特異な自然の現象の生じている土地を含む。）で我が国にとつて学術上価値の高いもの（以下「記念物」という。）
5. 地域における人々の生活又は生業及び当該地域の風土により形成された景観地で我が国民の生活又は生業の理解のため欠くことのできないもの（以下「文化的景観」という。）
6. 周囲の環境と一体をなして歴史的風致を形成している伝統的な建造物群で価値の高いもの（以下「伝統的建造物群」という。）

すなわち、歴史上・芸術上・学術上・観賞上等の観点から価値の高い有形文化財・無形文化財・民俗文化財・記念物・文化的景観・伝統的建造物群の6種類が、指定等の有無にかかわらず「文化財」に該当する。文部科学大臣は文化財のうち重要なものを指定、認定、選定、登録、選択し、保護のもとにおくことができる。ただし指定等およびその解除にあたっては、文部科学大臣はあらかじめ文化審議会に諮問しなければならない（文化財保護法第153条）。

## 文化財の種類

### 有形文化財

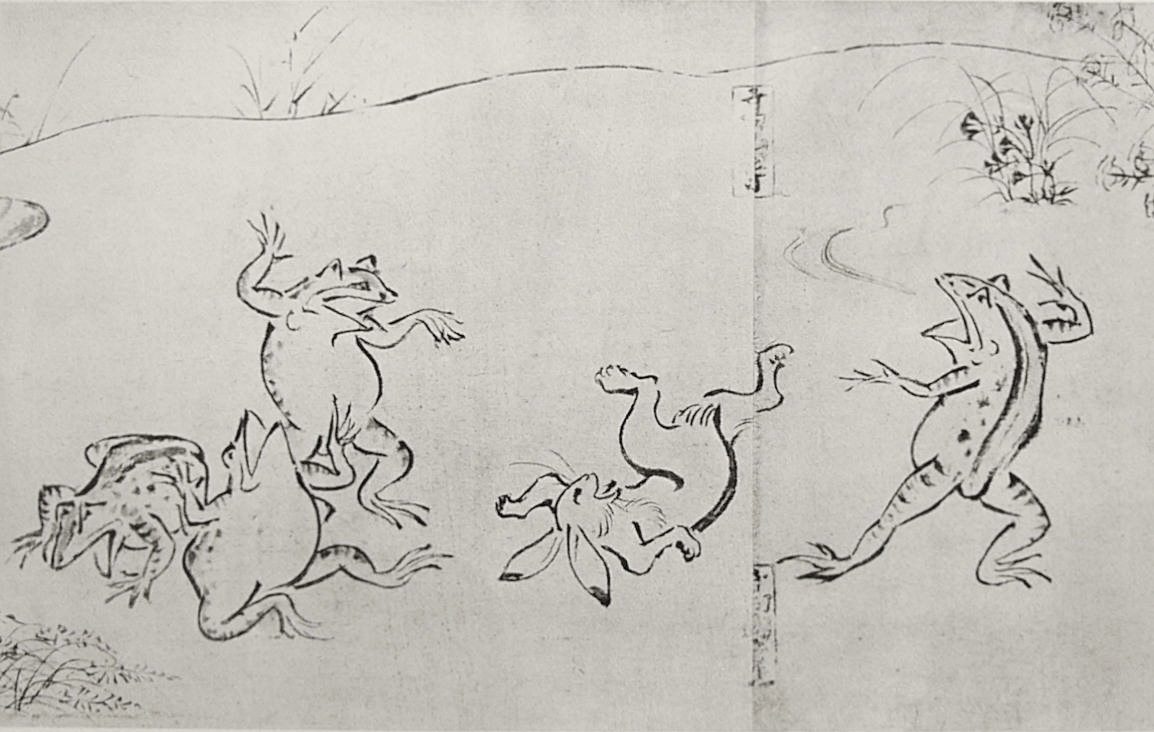
国宝に指定されている鳥獣人物戯画。

有形文化財は、建造物、絵画、彫刻、工芸品、書跡、典籍、古文書その他の有形の文化的所産（これらと一体をなしてその価値を形成している土地、工作物などを含む場合がある）および考古資料、歴史資料を指すと定義されている。文部科学大臣は、有形文化財のうち特に重要と判断されるものを重要文化財に指定することができる（第27条第1項）。さらに、重要文化財のうち世界文化の見地から価値の高いもので、たぐいない国民の宝たるものを国宝に指定することができる（第27条第2項）。
1996年（平成8年）の文化財保護法改正により、国または地方公共団体の指定を受けていない有形文化財のうち、保存と活用が特に必要なものを登録有形文化財に登録する制度が創設された（第57条）。登録の対象は当初は建造物に限定されていたが、2004年（平成16年）の法改正でそれ以外の有形文化財にも適用範囲が拡大された。

### 無形文化財
無形文化財は、演劇、音楽、工芸技術その他の無形の文化的所産であると定義されている。文部科学大臣は、無形文化財のうち特に重要と判断されるものを重要無形文化財に指定することができる（第71条第1項）。重要無形文化財の指定にあたっては、当該重要無形文化財の保持者または保持団体を認定しなければならない（第71条第2項）。保持者の認定には、個人を各個別に認定する各個認定と、保持者の団体の構成員を一体として認定する総合認定がある。各個認定を受けている保持者は人間国宝と通称される。文化庁長官は、重要無形文化財以外の無形文化財のうち、その記録を作成し、保存し、または公開するための措置を講ずるべきものを「記録作成等の措置を講ずべき無形文化財」として選択することができる（第77条）。これを選択無形文化財と通称する。

### 民俗文化財

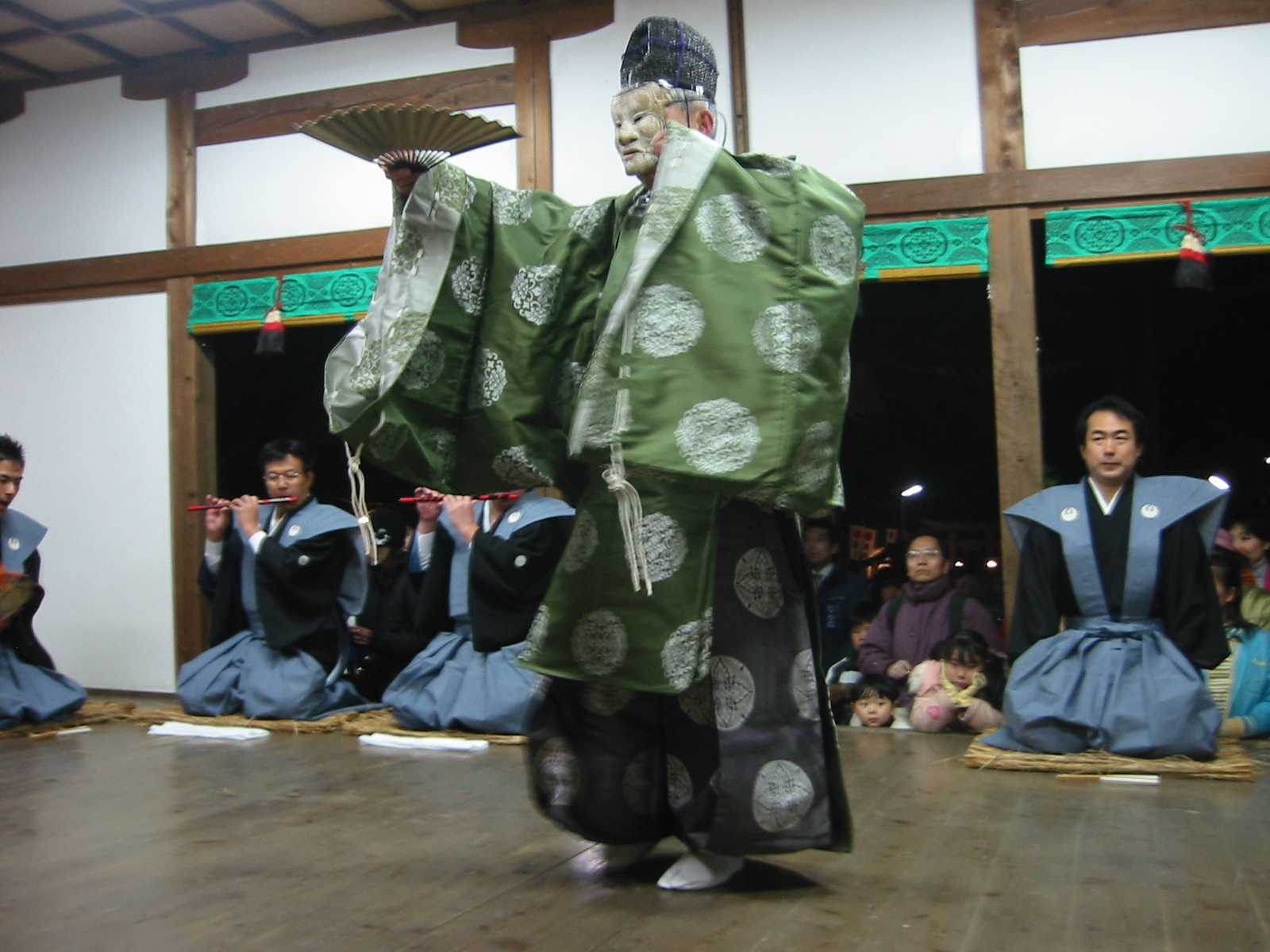
重要無形民俗文化財に指定されている車大歳神社の翁舞。

民俗文化財は、衣食住、生業、信仰、年中行事等に関する風俗慣習、民俗芸能、民俗技術及びこれらに用いられる衣服、器具、家屋その他の物件であると定義されている。
文部科学大臣は、有形の民俗文化財のうち、特に重要なものを重要有形民俗文化財に指定することができる（第78条第1項）。2004年（平成16年）の文化財保護法改正により、国または地方公共団体の指定を受けていない有形の民俗文化財のうち保存と活用が特に必要なものを登録有形民俗文化財に登録できることになった（第90条第1項）。最初の登録物件は「若狭めのう玉磨用具」「勝沼のぶどう栽培用具及び葡萄酒醸造用具」「雲州そろばんの製作用具」の3件で、2006年（平成18年）3月15日に官報告示された。
また、文部科学大臣は、風俗慣習、民俗芸能、民俗技術などの無形の民俗文化財のうち特に重要なものを重要無形民俗文化財に指定することができる（第78条第1項）。また、文化庁長官は、重要無形民俗文化財以外の無形の民俗文化財のうち、その記録を作成し、保存し、または公開するための措置を講ずるものを「記録作成等の措置を講ずべき無形の民俗文化財」として選択することができる（第91条）。これを選択無形民俗文化財と通称する。

### 記念物
貝塚、古墳、都城跡、城跡、旧宅などの遺跡、庭園、橋梁、峡谷、海浜、山岳などの名勝地、動物、植物、地質鉱物などの自然の産物は記念物と総称されている。文部科学大臣は、記念物のうち重要なものを史跡、名勝、天然記念物に指定することができる（第109条第1項）。さらに、その中でも特に重要なものを特別史跡、特別名勝、特別天然記念物に指定し、重点的な保護のもとにおくことができる（第109条第2項）。
2004年（平成16年）の文化財保護法改正により、国または地方公共団体の指定を受けていない記念物のうち、保存と活用が特に必要なものを登録記念物に登録できることになった（第132条第1項）。最初の登録物件は「函館公園」（北海道函館市）、「再度公園及び再度山永久植生保存地」（兵庫県神戸市）、「相楽園」（神戸市）の3件で、2006年（平成18年）1月26日に官報告示された。

### 文化的景観
文化的景観は、地域における人々の生活または生業、および当該地域の風土により形成された景観地と定義されている。2004年（平成16年）の文化財保護法改正により創設された文化財のジャンルであり、「日本の原風景」などと呼ばれるような、棚田や里山などの景観がこれに該当する。文化庁は文化的景観の保存・活用事業を実施しており、文化庁の「文化的景観の保存・整備に関する検討委員会」が第三次調査で180の重要地域を選定した。文部科学大臣は、景観地区などとして都道府県または市町村が保存措置を講じている文化的景観の中から特に重要なものを重要文化的景観として選定することができる（第134条第1項）。重要文化的景観選定の第1号は滋賀県近江八幡市の「近江八幡の水郷」で、2006年（平成18年）1月26日に官報告示された。

### 伝統的建造物群
伝統的建造物群は、周囲の環境と一体をなして歴史的風致を形成している伝統的な建造物群と定義されている。宿場町、城下町などの町並み、集落がこれに該当する。重要文化財等とは異なり、まず市町村が都市計画または条例により、歴史的な集落や町並みの保存を図ることを目的として伝統的建造物群保存地区を定め（第143条第1項）、それらの伝統的建造物群保存地区の中から特に価値が高いものを文部科学大臣が重要伝統的建造物群保存地区として選定することができる（第144条第1項）。

## 埋蔵文化財
埋蔵文化財は、他の文化財とは異なり土地に埋蔵されている状態にある文化財である。埋蔵文化財の発掘調査を行う場合は事前に文化庁長官へ届け出なければならない（第92条第1項）。埋蔵文化財を包蔵する土地は遺跡地図等により周知が図られている（第95条）。こうした周知の埋蔵文化財包蔵地において土木工事を行う場合も同様に文化庁長官へ届け出なければならない（第93条第1項）。地中から発見された埋蔵物が文化財と認められるときは、警察署長は都道府県教育委員会へ物件を提出し、都道府県教育委員会は物件が文化財であるかどうかを鑑査する（第102条）。

## 選定保存技術
文化財の保存のために欠くことのできない材料製作、修理、修復などの伝統的な技術は、文化財には該当しないが、文化財保護法による保護の対象となっている。文部科学大臣は、選定保存技術を選定し（第147条第1項）、その技術の保持者または保持団体を認定する（第147条第2項）。

## 文化財の保存と活用
文化財の所有者は、個人、法人（美術館・博物館や宗教法人、財団法人、株式会社など）、地方公共団体（都道府県・市区町村）、国など多岐にわたる。文化財の所有者および関係者は、文化財を公共のために大切に保存するとともに、できるだけこれを公開する等その文化的活用に努めなければならない。文化財のうち、社寺など施設・場所の多くが見学を受け入れているほか、芸術作品なども常設または企画展で公開されることがある。文化財を撮影して写真集を含む書籍や展示会図録として出版したり、テレビ番組や映像ソフトで見せたりすることは20世紀から行なわれているが、21世紀には高精細画像でデジタル画像化して保存・公開することも行なわれている。
重要文化財の場合を例にとれば、重要文化財の所有者は、文部科学省令及び文化庁長官の指示に従って当該重要文化財を管理しなければならず（第31条）、所有者が判明しない場合又は所有者若しくは管理責任者による管理が著しく困難叉は不適当であると明らかに認められる場合には、文化庁長官は地方公共団体などを管理団体に指定し、所有者に代わって管理にあたらせることができる（第31条の2）。
重要文化財の現状変更には文化庁長官の許可が必要である（第43条）。重要文化財の輸出は原則として禁止されている（第44条）。また、文化庁長官は重要文化財の公開を勧告することができる（第51条）。一方で、重要文化財の管理又は修理につき多額の経費を要する場合は、所有者又は管理団体には補助金が交付される（第35条）。有形文化財のうち、登録有形文化財に関する規定は、重要文化財に関するものに比べてゆるやかなものとなっており、例えば現状変更は届出制となっている（第64条第1項）。
文化財の保存や修復・修理もには高度な技術と費用が必要で、学界を含めた官民の連携が重要である。文化庁と宮内庁と読売新聞グループは2018年11月29日、皇室所有分を含む文化財の保存、修理、公開を一体で進める「紡ぐプロジェクト」を始めると発表した。

### 文化財愛護シンボルマーク
文化庁が、文化財愛護運動の推進およびその象徴として、1966年（昭和41年）5月に制定した「文化財愛護シンボルマーク」は、3段に重ねた組物（斗栱）をイメージしたものである。

### 文化財の亡失と捜索・防犯
文化財は損壊したり、所在不明になったりすることも多い。日本では国宝・重文の美術工芸品1万524件のうち142件が所在不明（2021年時点）のほか、都道府県指定文化財も合計150件程度が所在不明である。所在不明になり理由としては所有者の転居や死亡、法人解散、売買、盗難などのほか、第二次世界大戦直後の連合国軍占領下の日本で接収を経て海外に持ち出された例もある。文化庁は所在不明文化財の一覧サイトを開設するなどして捜索している。盗難は特に仏像で深刻であり、仏教寺院やその所在自治体では仏像の精密な写真撮影、3Dプリンターで製作した「お身代わり」の安置といった対策を講じている。少子高齢化や地方の過疎化などにより、住職がいない寺が盗難に遭いやすくなったり、文化財や史料としての価値が判断される前に古文書などが廃棄されたりするリスクが増している。

## 地方公共団体の条例における文化財
文化財保護法第182条第2項は次のとおり規定している。
地方公共団体は、条例の定めるところにより、重要文化財、重要無形文化財、重要有形民俗文化財、重要無形民俗文化財及び史跡名勝天然記念物以外の文化財で当該地方公共団体の区域内に存するもののうち重要なものを指定して、その保存及び活用のため必要な措置を講ずることができる。
この規定に基づき、地方公共団体（都道府県、区市町村）の多くがそれぞれ「文化財保護条例」等の名称の条例を制定し、国指定等の文化財以外の重要な文化財について、教育委員会が指定等を行い保護を図っている。ただし、地方公共団体指定等の文化財が国の指定等を受けた場合は、当該地方公共団体による指定等は解除される。地方公共団体の制度はおおむね国の制度に準じたものであるが、それぞれの実情に応じて個々の特色を持った制度が定められている。以下に東京都、山梨県、岐阜県、神奈川県横浜市、石川県金沢市、神戸市の条例の挙げる。
東京都文化財保護条例（抄）
- 有形文化財のうち重要なものを東京都指定有形文化財に指定することができる。
- 無形文化財のうち重要なものを東京都指定無形文化財に指定することができる。
- 有形の民俗文化財のうち重要なものを東京都指定有形民俗文化財に、無形の民俗文化財のうち重要なものを東京都指定無形民俗文化財に指定することができる。
- 記念物のうち重要なものを、東京都指定史跡、東京都指定旧跡、東京都指定名勝又は東京都指定天然記念物に指定することができる。

山梨県文化財保護条例（抄）
- 有形文化財のうち重要なものを山梨県指定有形文化財に指定することができる。
- 無形文化財のうち重要なものを山梨県指定無形文化財に指定することができる。
- 有形の民俗文化財のうち重要なものを山梨県指定有形民俗文化財に、無形の民俗文化財のうち重要なものを山梨県指定無形民俗文化財に指定することができる。
- 記念物のうち重要なものを山梨県指定史跡、山梨県指定名勝又は山梨県指定天然記念物に指定することができる。
- 文化的景観のうち重要なものを山梨県選定文化的景観として選定することができる。
- 伝統的建造物群保存地区で価値が特に高いものを山梨県選定伝統的建造物群保存地区として選定することができる。

岐阜県文化財保護条例（抄）
- 有形文化財のうち特に価値の高いものを岐阜県重要文化財に指定することができる。
- 無形文化財のうち特に価値の高いものを岐阜県重要無形文化財に指定することができる。
- 民俗文化財のうち特に価値の高いものを岐阜県重要有形民俗文化財又は岐阜県重要無形民俗文化財に指定することができる。
- 記念物のうち特に価値の高いものを岐阜県史跡、岐阜県名勝又は岐阜県天然記念物に指定することができる。

横浜市文化財保護条例（抄）
- 文化財のうち、地域住民が守ってきたもの及び地域を知る上で必要な文化財を横浜市地域文化財として登録することができる。

金沢市における伝統環境の保存および美しい景観の形成に関する条例（抄）
- 伝統環境を保存育成するために必要な土地の区域（以下「伝統環境保存区域」という。）または近代的都市景観を創出するために必要な土地の区域（以下「近代的都市景観創出区域」という。）を指定することができる。
- 都市景観の形成のため、建築物等および木竹を保存対象物として指定することができる。

神戸市文化財の保護及び文化財等を取り巻く文化環境の保全に関する条例（抄）
- 文化財のうち必要なものを神戸市登録文化財として登録することができる。
- 文化財のうち必要なものを神戸市地域文化財として認定することができる。
- 文化環境を保存するため必要な区域を文化環境保存区域として指定することができる。
- 文化環境保存区域内に存する有形文化財のうち重要なものを神戸市歴史的建造物その他の有形の文化的所産に選定することができる。

## 文化財学科を持つ日本の大学
- 京都橘大学	文学部 歴史遺産学科
- 金沢学院大学 美術文化学部 文化財学科
- 鶴見大学 文学部 文化財学科
- 奈良大学 文学部 文化財学科（日本初）
- 別府大学 文学部 史学・文化財学科（2009年4月に改組）
- 徳島文理大学 文学部 文化財学科

## 文化財関連学科・コースを持つ日本の大学
- 京都美術工芸大学 工芸学部 建築学科 伝統建築領域
- 大正大学 文学部 歴史文化学科 文化財コース
- 吉備国際大学 文化財学部 文化財修復国際協力学科
- 広島大学 文学部 人文学科・地理学・考古学・文化財学コース
- 東北芸術工科大学 芸術学部 美術史・文化財保存修復学科
- 東北芸術工科大学 芸術学部 歴史遺産学科
- 花園大学 文学部 文化遺産学科（2008年4月新設）
- 人間環境大学 人間環境学部 歴史・文化環境専攻 環境デザインコース（2008年4月新設コース）
- 京都造形芸術大学 芸術学部 歴史遺産学科(文化遺産コース、文化財保存修復コース)
- 東京学芸大学 F類 環境教育課程 文化財科学専攻
- 奈良教育大学 総合教育課程 文化財・書道芸術コース (古文化財科学専修、文化財造形専修、書道芸術専修)
- サイバー大学 世界遺産学部 世界遺産学科（通信制大学）
- 弘前大学 人文学部 人間文化課程 文化財論コース
- 筑波大学 大学院 人間総合科学研究科 世界遺産専攻（博士前期）、世界文化遺産学専攻（博士後期）
- 東京藝術大学 大学院 美術研究科 文化財保存学専攻（大学院のみ）
- 金沢学院大学 文学部 歴史文化学科
- 大阪大谷大学 文学部 歴史文化学科